# Myrra
Myrra – według mitologii greckiej i legend przekazywanych na Cyprze Myrra była córką Kinyrasa i Pafos. (Pafos to córka Pigmaliona – króla Cypru i Galatei – wyrzeźbionej przez Pigmaliona z mleczno-białego marmuru kobiety ożywionej przez Afrodytę).
Pafos chwaliła się często, że jej córka Myrra jest piękniejsza od samej Afrodyty. Bogini postanowiła pozbyć się rywalki. Sprawiła, że księżniczka zapałała kazirodczą miłością do ojca. Myrra uciekając przed gniewem ojca, wybłagała Afrodytę o pomoc. Ta zamieniła ją w krzew mirtu. Lokalni mieszkańcy często zbierali z niego brązową żywicę. Mówili, że to Myrra płacze nad swoim losem. Afrodytę zawsze coś przyciągało w ten rejon. Kiedy w poszukiwaniu nowych przygód postanowiła raz odpocząć pod tym pięknym krzewem, jego kora pękła. Krzew myrrowy ofiarował Afrodycie niemowlę – ślicznego chłopca, którym był Adonis. Wielka miłość do Adonisa kosztowała potem Afrodytę wiele cierpienia. Była to zemsta Myrry.